# Lactura
Lactura é um gênero de mariposa pertencente à família Acrolepiidae.